# Taintrux
Taintrux é uma comuna francesa na região administrativa de Grande Leste, no departamento de Vosges. Estende-se por uma área de 31,69 km². Em 2010 a comuna tinha 1 577 habitantes (densidade: 49,8 hab./km²).